# Panssarimiina m/44
A Panssarimiina m/44 egy finn harckocsiakna volt. 1944-ben rendszeresítették, a második világháború és a folytatólagos háború alatt használták. Az akna egy fadobozban helyezkedett el, felette egy másik dobozban a fő töltet és a lefelé néző gyújtószerkezet, ez egy szilárd fa rekeszben kapott helyet, mely nagyobb volt a doboznál. Ha a felső dobozra elegendő nyomás nehezedett, akkor az összetört és beindította az alsó rekeszben lévő detonátort.

## Fordítás
- Ez a szócikk részben vagy egészben  a   Panssarimiina m/44 című angol Wikipédia-szócikk ezen változatának fordításán alapul.  Az eredeti cikk szerkesztőit annak laptörténete sorolja fel. Ez a jelzés csupán a megfogalmazás eredetét és a szerzői jogokat jelzi, nem szolgál a cikkben szereplő információk forrásmegjelöléseként.